# سنیکا (داکوتای جنوبی)
سنیکا(به انگلیسی: Seneca) شهری در ایالت داکوتای جنوبی کشور ایالات متحده آمریکا است که جمعیت آن در سرشماری سال ۲۰۱۰ میلادی، ۳۸ نفر بوده‌است.